# Mary Poppins
Mary Poppins je hlavní fiktivní pohádková postava z řady dětských knih, které napsala britsko-australská spisovatelka Pamela Lyndon Traversová. Jde o vlídnou, přísnou a milující ženu, kouzelnou dětskou chůvu a vychovatelku neznámého původu, která umí létat za pomocí deštníku a kterou také charakterizuje její papoušek, deštník, klobouk i její kouzelná brašna. V knize i ve filmu je označována jako „prakticky perfektní“ ve všem, co dělá.
Zejména v anglosaském prostředí jde o poměrně velmi známou a populární pohádkovou postavu.

## Odvozená díla
Tato postava byla později přenesena i do některých dalších odvozených děl, například do stejnojmenného muzikálu. Vyskytuje se, mimo jiné, také v animovaném seriálu Simpsonovi i v dalších dílech.

### Filmová podoba
Ve stejnojmenném americkém filmu studia Walta Disneye z roku 1964 její postavu úspěšně ztvárnila britská herečka, zpěvačka a spisovatelka Julie Andrewsová, která za tuto roli posléze obdržela cenu Americké akademie filmového umění a věd Oscar. Mary Poppins v jejím podání je nejen velmi jemná, veselá a nesobecká, ale i vážná a soucitná postava.

### Muzikálová podoba
Muzikálová verze se od knižní i filmové verze liší tím, že její postava je úmyslně ještě tajemnější a přísnější vůči oběma dětem (které zde ale také mnohem více zlobí), trochu odlišný je zde i její osobní vztah k Bertovi.

## Herečky, které tuto postavu ztvárnily

### Zahraničí
- Julie Andrewsová, ve stejnojmenném americkém disneyovském snímku z roku 1964 v "klasické anglické podobě"
- Mary Wickes, v epizodě televizního seriálu Studio One v roce 1949
- Natalije Andrejčenková (hraje) a Taťána Voroninová (zpěv) v roce 1983 v sovětském filmu
- Juliet Stevenson v rozhlasové adaptaci novely pro BBC
- Laura Michelle Kelly, v originální londýnské a broadwayské produkci ve stejnojmenném muzikálu
- Ashley Brown, v originální zájezdní broadwayské a originální americké produkci ve stejnojmenném muzikálu
- Scarlett Strallen, v londýnské a broadwayské produkci stejnojmenného muzikálu
- Lisa O'Hare, v londýnské a britské zájezdní produkci stejnojmenného muzikálu
- Caroline Sheen, v originální britské a americké zájezdní produkci stejnojmenného muzikálu
- Rani Mukherjee, v bollywoodském filmu Thoda Pyaar Thoda Magic
- Linda Olsson, ve švédské produkci stejnojmenného muzikálu
- Noortje Herlaar, v nizozemské produkci stejnojmenného muzikálu
- Verity Hunt-Ballard v originální australské produkci stejnojmenného muzikálu
- Christina Tan, také v australské produkci, náhradnice za Verity Hunt-Ballardovou
- Anne Hathawayová, hraje tuto roli (na počest Julie Andrewsové) v krátké parodické skeči 34, ve 4. epizodě v Saturday Night Live v roce 2008

### Česko
- Alena Antalová nebo Radka Coufalová nebo Johana Gazdíková, v Městském divadle v Brně v režii Petra Gazdíka ve stejnojmenném muzikálu[1]